# Зовнішня політика Іспанії
Час після смерті генерала Франко у 1975 р. вважається відправною точкою повернення в Іспанію демократії. З цього періоду зовнішньополітичними пріоритетами Іспанії стало вирватися з дипломатичної ізоляції, яка залишалася після років правління Франко, а також розширити дипломатичні відносини, вступити до Європейського співтовариства та визначити відносини безпеки з НАТО (Іспанія приєдналась до організації в 1982 році).
Членство в Європейському Союзі є важливою частиною зовнішньої політики Іспанії. Навіть з багатьох міжнародних питань за межами Західної Європи, Іспанія вважає за краще координувати зусилля зі своїми партнерами ЄС через механізми європейського політичного співробітництва.

## Регіональні відносини

### Латинська Америка

#### Іберо-американське бачення
Іспанія зберегла особливу ідентифікацію з іншими країнами, що говорять іспанською мовою. Політика Іспанії підкреслює концепцію іберо-американської спільноти, по суті, оновлення історично ліберальної концепції «гіспаноамериканізму» (або іспаномовної, як її часто називають англійською), яка прагнула пов'язати Піренейський півострів з іспанськомовними країни Центральної та Південної Америки через мову, торгівлю, історію та культуру. Іспанія є ефективним прикладом переходу від диктатури до демократії, про що свідчать багато поїздок короля та прем'єр-міністрів Іспанії до регіону Латинської Америки.

### Тенденції дипломатичних відносин
Іспанія підтримує програми економічного та технічного співробітництва та культурний обмін з Латинською Америкою, як на двосторонній основі, так і в межах ЄС. Під час уряду Жозе Марії Азнар іспанські відносини з такими латиноамериканськими країнами, як Мексика, Венесуела та Куба, погіршилися, але були надзвичайно хорошими з іншими, такими як Колумбія, Домініканська Республіка та кілька республік Центральної Америки. Перемога Хосе Луїса Родрігеса Сапатеро на загальних виборах 2004 року змінила цю ситуацію. Незважаючи на давні тісні мовні, економічні та культурні відносини з більшістю країн Латинської Америки, деякі аспекти іспанської зовнішньої політики протягом цього часу, наприклад, її підтримка війни в Іраку, не були підтримані та не здобули широкої прихильності.
Сьогодні відносини з Венесуелою є досить добрими. Це викликало певні суперечки зі Сполученими Штатами, які були мали деякі розбіжності з Венесуелою за Уго Чавеса, та щораз тіснішими відносинами з «Американськими націями», такими як Куба, Китай, Росія та кількома ісламськими країнами Близького Сходу. Однак через інцидент на Іберо-американському саміті у 2007 році, коли король Іспанії Хуан Карлос не зовсім етично запропонував венесуельському президентові Уго Чавесу замовкнути, венесуельсько-іспанські відносини були ненадовго припинені, хоча згодом все ж відновилися.

### Субсахарська Африка
Іспанія поступово почала розширювати контакти з Субсахарською Африкою. Особливий інтерес викликає колишня колонія Екваторіальної Гвінеї, де вона підтримує велику програму допомоги. Зовсім недавно вона шукала тісніших стосунків із Сенегалом, Мавританією, Малі та іншими, щоб знайти рішення щодо нелегальної імміграції на Канарські острови.

### Близький Схід
На Близькому Сході Іспанія відома як брокер між державами. У відносинах з арабським світом Іспанія часто підтримує арабські позиції з питань Близького Сходу. Арабські країни є пріоритетним інтересом для Іспанії через імпорт нафти та газу та через те, що кілька арабських країн мають значні інвестиції у Іспанію.

### Європа
Іспанія досягла успіху в управлінні відносинами з своїми трьома безпосередніми сусідами у Європі — Францією, Андоррою та Португалією. Приєднання Іспанії та Португалії до ЄС у 1986 р. допомогло полегшити деякі їх періодичні торговельні суперечки, перенісши їх у контекст ЄС. Франко-іспанська двостороння співпраця була посилена спільними діями проти повторного насильства сепаратистською баскською групою ETA з 1960-х років. Зв'язки зі Сполученим Королівством, як правило, хороші, хоча питання Гібралтару залишається болючим, зважаючи, що Велика Британія проголосувала за Brexit.

### Азія
Сьогодні Іспанія намагається розширити свої ще не розвинені відносини зі східноазійськими країнами. Китай, Японія та Південна Корея належать до головних точок інтересу в цьому регіоні. Головними союзниками Іспанії в регіоні АСЕАН виступає Таїланд та Індонезія, між державами укладена велика кількість угод та підтримуються дружні стосунки. Також в останні роки Іспанія активно працює над розвитком відносин і контактів у таких азійських країнах як В'єтнам та Малайзія. Не зважаючи на довге колоніальне минуле, відносини з Філіппінами, є досить слабкими, ніж відносини Іспанії з іншими країнами цього регіону. Співпраця стосується переважно культурних аспектів та програм гуманітарної допомоги.

## Суперечки

### Територіальні суперечки
Чи не найвідомішою територіальною суперечкою Іспанії є суперечка за Гібралтар із Сполученим Королівством, проте також існують суперечки з Португалією та Марокко.

#### З Великою Британією
У 1704 році англо-голландські сили захопили Іспанію під час війни за іспанську спадщину. Від тоді Гібралтар став предметом суперечки між обома країнами. Територія має велике стратегічне значення, оскільки розташована на південній околиці Піренейського півострова, та має вихід до Гібралтарської протоки, яка з'єднує Атлантичний океан із Середземним морем. На сьогоднішній день Гібралтар — це британська заморська територія і розміщує стратегічно важливу базу збройних сил Великої Британії.

#### З Марокко
Становище Гібралтарської протоки потягнуло за собою ряд інших суперечностей щодо суверенітету. Сюди відноситься Марокко з проблемою щодо «п'яти місць суверенітету» (plazas de soberanía), які розташовані на узбережжі Марокко та в його прибережних анклавах Сеута і Мелілья, за яку веде змагання Марокко, а також острови Пеньйон-де-Велес-де-ла-Гомера. Іспанія зберігає суверенітет над Сеутою, Мелілья, Пеньйон-де-Велес-де-ла-Гомера, Алгукема та островами Чафарінас (були захоплені після християнського відродження Іспанії) на основі історичних та безпекових, а також на основі принципу територіальної цілісності ООН. Також Іспанія стверджує, що більшість жителів цих території є іспанцями. Марокко претендує на ці території на основі принципів ООН, що стосуються деколонізації, територіальної цілісності. Марокканська сторона стверджує, що іспанські аргументи щодо відновлення Гібралтару обґрунтовують претензії Марокко.

#### З Португалією
Олівенза (іспанською) або Олівенча (португальською) — селище муніципалітету на спірній території кордону між Португалією та Іспанією. Обидві країни де-юре і де-факто заявляють, що керують частиною іспанської автономної громади Екстремадура. Населення цієї території на 80 % складається з етнічних португальців, а 30 % мешканців спілкуються португальською мовою. Із 1297 року Олівенза / Олівенца знаходилася повністю під португальським суверенітетом, поки територію не окупували іспанці в 1801 році, пізніше, того ж року, Португалія офіційно відступила за Бадахозьким договором. Іспанія вимагає де-юре суверенітету над Олівензою на тій підставі, що Бадахозький договір ніколи не скасовувався і досі діє. Таким чином, кордон між двома країнами в регіоні Олівенза / Олівенца повинен бути таким, який визначений за цим договором. Португалія в свою чергу вимагає де-юре суверенітету над Олівенча на тій підставі, що Бадахозький договір був скасований за особливими умовами (порушення будь-якої його статті призвело б до його скасування), коли Іспанія вторглась у Португалію у Війні півострова 1807 року.
Португалія у своїй справі посилається на статтю 105, закладену на Віденському конгресі у 1815 р., який Іспанія підписала через два роки у 1817 р. У статті йдеться про те, що країни-переможці повинні «докладати зусиль для примирення щодо повернення Олівензи / Олівенчі до португальської влади». Таким чином, кордон між двома країнами в регіоні Олівенза / Олівенца повинен бути таким, який визначений за Договором про Алканізи 1297 р. Іспанія тлумачить статтю Віденського договору як не обов'язкову до вимог Іспанії повернути Олівензу / Олівенчу в Португалію. Таким чином, не скасовуючи Бадахозький договір, Португалія ніколи не пред'являла офіційної претензії на територію після Віденського договору, але однаково ніколи не визнавала суверенітету Іспанії над територією Олівензою / Олівенча.
Протягом декількох століть острови не мали ніякого економічного значення, та не колонізувались, але і Португалія, і Іспанія вважали їх своїми. Португалія стверджувала, що згідно з Віденським договором 1815 року Іспанія визнала португальські вимоги «законними». Історичні суперечки з Португалією з приводу диких островів в Атлантичному океані були вирішені останнім часом.
Громадській думці Іспанії зовсім не відомо нічого про претензії Португалії на Олівензу / Олівенчу (на відміну від претензій Іспанії щодо Гібралтару або суперечностей з Марокко щодо Сеути, Мелілли та Плаза де кімнаранія). Рівень поінформованості в Португалії росте завдяки зусиллям груп, які зумисне здійснюють тиск, для того, щоб ці питання ставились та обговорювалися публічно.

## Зовнішні відносини

### Африка
| Країна                                     | Початок офіційних відносин | Примітки |
| ------------------------------------------ | -------------------------- | --- |
| Алжир                                      |                            | Алжирі має посольство в Мадриді та генеральні консульства в Аліканте і Барселоні. Іспанія має посольство в Алжирі та генеральне консульство в Орані. |
| Ангола                                     | 19 жовтня 1977 року        | Ангола має посольство в Мадриді. Іспанія має посольство в Луанді. |
| Камерун                                    |                            | Камерун має посольство в Мадриді. Іспанія має посольство в Яунде. |
| Чад                                        |                            | Чад акредитований у Іспанії зі свого посольства у Парижі, Франція. Іспанія має акредитацію в Чаді від своїх служб у Яунде, Камерун. |
| Кот-д'Івуар                                |                            | У Кот-д'Івуара є посольство в Мадриді. Іспанія має посольство в Абіджані. |
| Демократична Республіка Конго              |                            | ДР Конго має посольство в Мадриді. Іспанія має посольство в Кіншасі. |
| Єгипет                                     |                            | Єгипет має посольство в Мадриді. Іспанія має посольство в Каїрі. |
| Екваторіальна Гвінея                       | 12 жовтня 1968 року        | Екваторіальна Гвінея має посольство у Мадриді та консульство в Лас-Пальмасі. Іспанія має посольство в Малабо та генеральне консульство в Баті. Див. також: Іспанська Гвінея |
| Ефіопія                                    |                            | Ефіопія акредитована в Іспанії зі свого посольства в Парижі, Франція. Іспанія має посольство в Аддіс-Абебі. |
| Гамбія                                     |                            | Гамбія має посольство в Мадриді. Іспанія має офіс посольства в Банджулі. |
| Габон                                      |                            | У Габоні є посольство в Мадриді. Іспанія має посольство в Лібревілі. |
| Гана                                       |                            | Гана має посольство в Мадриді. Іспанія має посольство в Акрі. |
| Гвінея                                     |                            | У Гвінеї є посольство в Мадриді. Іспанія має посольство в Конакрі. |
| Гвінея-Бісау                               |                            | Гвінея-Бісау має посольство в Мадриді. Іспанія має посольство в Бісау. |
| Кенія                                      |                            | У Кенії є посольство в Мадриді. Іспанія має посольство в Найробі. |
| Лівія                                      |                            | Лівія має посольство в Мадриді. Іспанія має посольство в Триполі. |
| Мадагаскар                                 |                            | Мадагаскар акредитований в Іспанії від свого посольства в Парижі, Франція. Іспанія має акредитацію на Мадагаскар від свого посольства в Преторії, Південна Африка. |
| Малі                                       |                            | Малі має посольство в Мадриді. Іспанія має посольство в Бамако. |
| Мавританія                                 |                            | Мавританія має посольство в Мадриді та генеральне консульство в Лас-Пальмасі. Іспанія має посольство в Нуакшоті та генеральне консульство в Нуадхібу. |
| Марокко                                    |                            | Іспанія має різні інтереси щодо Марокко. Це спричинено географічною близькістю та довгими історичними контактами, а також двома іспанськими анклавними — містами Сеута та Мелілья, що на північному узбережжі Африки. Іспанії зберігає зацікавленість у мирному вирішенні конфлікту стосовно Західної Сахари, спричиненого деколонізацією. Ці питання були висвітлені кризою у 2002 році, коли іспанські сили виселили невеликий контингент марокканців з крихітного острівця біля узбережжя Марокко, після спроби Марокко затвердити суверенітет над іспанським островом. Марокко має посольство в Мадриді та генеральні консульства в Альхесірасі, Альмерії, Барселоні, Більбао, Лас-Пальмесі, Севільї, Таррагоні та Валенсії. Іспанія має посольство в Рабаті та генеральні консульства в Агадірі, Касабланці, Надорі, Тангер і Тетуан, а також консульство в Лараші. |
| Мозамбік                                   |                            | У Мозамбіку є посольство в Мадриді. Іспанія має посольство в Мапуто. |
| Намібія                                    |                            | Намібія акредитована в Іспанії зі свого посольства в Парижі, Франція. Іспанія має посольство у Віндхуку. |
| Нігер                                      |                            | Нігер акредитований до Іспанії зі свого посольства в Парижі, Франція. Іспанія має посольство в Ніамеї. |
| Нігерія                                    |                            | Нігерія має посольство в Мадриді. Іспанія має посольство в Абуджі та генеральне консульство в Лагосі. |
| Сахарська Арабська Демократична Республіка |                            | Сахарська Арабська Демократична Республіка Сахарська Арабська Демократична Республіка має офіс делегації в Мадриді та офіс делегації в Барселоні. |
| Сенегал                                    |                            | Сенегал має посольство в Мадриді. Іспанія має посольство в Дакарі. |
| Південна Африка                            |                            | Південна Африка має посольство в Мадриді. Іспанія має посольство в Преторії та генеральне консульство в Кейптауні. |
| Судан                                      |                            | Іспанія має посольство в Хартумі. У Судані є посольство в Мадриді. |
| Танзанія                                   |                            | Іспанія має посольство в Дар-ес-Саламі. Танзанія акредитована в Іспанії зі свого посольства в Парижі, Франція. |
| Туніс                                      |                            | Іспанія має посольство в Тунісі. У Тунісі є посольство в Мадриді. |
| Зімбабве                                   |                            | Іспанія має посольство в Хараре. Зімбабве має акредитацію до Іспанії зі свого посольства в Парижі, Франція. |

### Америка
| Країна                   | Початок офіційних відносин | Примітки |
| ------------------------ | -------------------------- | --- |
| Антигуа і Барбуда        |                            | Антигуа і Барбуда має посольство в Мадриді. Іспанія має акредитацію на Антигуа та Барбуду від свого посольства в Кінгстоні, Ямайка. |
| Аргентина                | 1863                       | Аргентина має посольство в Мадриді та генеральні консульства в Барселоні і Віго, також консульства в Кадісі, Пальма де Майорці та Санта-Крус-де-Тенерифе. Іспанія має посольство в Буенос-Айресі та генеральні консульства у Баїї-Бланці, Кордові, Мендосі та Росаріо. Міністерство закордонних справ Іспанії з питань двосторонніх та торгових відносин між Іспанією та Аргентиною. |
| Беліз                    | 13 січня 1989 року         | Беліз акредитований в Іспанії від свого посольства в Брюсселі, Бельгія. Іспанія має акредитацію в Белізі від свого посольства в місті Гватемала, Гватемала. |
| Болівія                  | 1847                       | 4 січня 2006 року Іспанія стала першою європейською країною, яку відвідав Ево Моралес. Однак між країнами існують проблеми щодо експлуатації родовищ нафти та газу іспанської корпорації Repsol. Президент Болівії Ево Моралес зустрівся з королем Хуаном Карлосом, також провів переговори з прем'єр-міністром Жозе Луїсом Родрігесом Сапатеро під час візиту до Іспанії у вересні 2009 року, маючи намір вирішити питання щодо націоналізації енергетичного сектора Болівії. Цей крок міг завдати шкоди деяким іспанським компаніям, однак відносини між болівійською державою та іспанськими енергетичними компаніями приватного сектору залишилися «позитивними». Ево Моралес зазначив, що Болівія готова прийняти зовнішні інвестиції у свої енергетичні та природні ресурси, доки власниками не є іноземні фірми. Болівія шукає інвестицій та як зазначається: «хоче партнерів, а не власників своїх природних ресурсів». Було запропоновано, щоб Болівія вела переговори з іспанськими компаніями про виробництво автомобільних деталей та літієвих акумуляторів у майбутньому. Болівія має посольство в Мадриді та генеральне консульство в Барселоні та консульства в Більбао, Мурсії, Севільї та Валенсії та віце-консульство в Пальмі. Іспанія має посольство в Ла-Пасі та генеральне консульство в Санта-Крус-де-ла-Сьєрра |
| Бразилія                 | 1834                       | Бразилія має посольство в Мадриді та генеральне консульство в Барселоні. Іспанія має посольство в Бразилії та генеральні консульства в Порто Алегре, Ріо-де-Жанейро, Сальвадор і Сан-Паулу. |
| Канада                   | Липень 1935 року           | Канада має посольство в Мадриді. Іспанія має посольство в Оттаві та генеральні консульства в Монреалі та Торонто. |
| Чилі                     | 1844                       | Чилі має посольство в Мадриді та генеральне консульство в Барселоні. Іспанія має посольство в Сантьяго. Обидві країни є членами Організації економічного співробітництва та розвитку. |
| Колумбія                 | 1881                       | Колумбія має посольство в Мадриді та генеральні консульства в Барселоні та Севільї та консульства в Більбао, Лас-Пальмас-де-Гран-Канарія, Пальма-де-Майорка та Валенсія. Іспанія має посольство в Боготі та генеральне консульство в Картахені. Див. також Іспанська песета. |
| Коста-Рика               | 10 травня 1850 року        | Коста-Рика має посольство в Мадриді. Іспанія має посольство в Сан-Хосе. |
| Куба                     | 1902                       | На Кубі є посольство в Мадриді та генеральні консульства в Барселоні, Лас-Пальмас-де-Гран-Канарія, Сантьяго-де-Компостела та Севілья. Іспанія має посольство в Гавані. |
| Домініканська Республіка | 1855                       | Домініканська Республіка має посольство в Мадриді та генеральні консульства в Барселоні та Санта-Крус-де-Тенерифе та консульства в Севільї та Валенсії. Іспанія має посольство в Санто-Домінго. |
| Еквадор                  | 1840                       | Еквадор має посольство в Мадриді та генеральні консульства в Аліканте, Барселоні, Малага, Мурсії, Пальма де Майорка та Валенсія. Іспанія має посольство в Кіто та генеральне консульство в Гуаякілі. Обидві країни є членами Організації ібероамериканських держав. |
| Сальвадор                | 24 червня 1865 року        | Сальвадор має посольство в Мадриді та генеральне консульство в Барселоні. Іспанія має посольство в Сан-Сальвадорі. |
| Гватемала                | 1838                       | Гватемала має посольство в Мадриді. Іспанія має посольство в місті Гватемала. |
| Гаїті                    | 1 квітня 1939 року         | Гаїті має посольство в Мадриді. Іспанія має посольство в Порт-о-Пренсі. |
| Гондурас                 | 17 листопада 1894 року     | Гондурас має посольство в Мадриді та генеральне консульство в Барселоні. Іспанія має посольство в Тегусігальпі. |
| Мексика                  | 26 грудня 1836 року        | У Мексики є посольство в Мадриді та консульство в Барселоні. Іспанія має посольство в Мехіко та генеральні консульства в Гвадалахарі та в Монтеррей. Обидві країни є членами Організації ібероамериканських держав та Організації економічного співробітництва та розвитку. Під час громадянської війни в Іспанії мексиканські добровольці приєдналися до республіканської сторони для боротьби з Франциско Франко. Хоча республіканці програли війну, це допомогло покращити відносини між двома країнами. Також багато іспанських іммігрантів іммігрували до Мексики, щоб уникнути іспанської громадянської війни.. |
| Нікарагуа                | 20 березня 1851 року       | Нікарагуа має посольство в Мадриді. Іспанія має посольство в Манагуа. |
| Панама                   | Травень 1904 року          | Панама має посольство в Мадриді та генеральні консульства в Коруньї, Барселоні, Лас-Пальмасі та Валенсії. Іспанія має посольство в місті Панама. |
| Парагвай                 | 10 вересня 1880 року       | У Парагваї є посольство в Мадриді та генеральне консульство в Барселоні та консульство в Малага. Іспанія має посольство в Асунсьйоні. Обидві країни є дійсними членами Латинського союзу, Асоціації іспанських мовних академій та Організації ібероамериканських держав. |
| Перу                     | 1879                       | Перу має посольство в Мадриді та генеральні консульства в Барселоні, Більбао, Севільї та Валенсії. Іспанія має посольство в Лімі. Обидві країни є дійсними членами Асоціації іспанських мовних академій та Організації ібероамериканських держав |
| Тринідад і Тобаго        |                            | Іспанія має посольство в порту Іспанії. Тринідад і Тобаго є акредитованими в Іспанії від свого посольства в Брюсселі, Бельгія. |
| Сполучені Штати Америки  |                            | При уряді Жозе Марії Азнар Іспанія розвинула виключно добрі відносини зі США, значною мірою завдяки особистій прихильності між Азнар та Джорджем Бушем. Після рішення Сапатеро вивести іспанські війська з Іраку, одразу після загальних виборів 2004 року, відносини ще більше покращилися, хоча важливі комерційні зв'язки залишалися недоторканими. Президент Барак Обама висловив бажання посилити співпрацю між обома країнами, особливо в такій політиці як Зелений Енергетичний план Сапатеро, запроваджуючи AVE (іспанський швидкісний потяг) у Сполучених Штатах. Іспанія має посольство у Вашингтоні та генеральні консульства в Бостоні, Чикаго, Х'юстоні, Лос-Анджелесі, Маямі, Нью-Йорку, Сан-Франциско та Сан-Хуані. Сполучені Штати мають посольство в Мадриді та генеральне консульство в Барселоні. |
| Уругвай                  | 19 липня 1870 року         | Уругвай має посольство в Мадриді та генеральні консульства в Барселоні, [58] Лас-Пальмас де Гран Канарія, Сантьяго де Компостела та Валенсії. Іспанія має посольство в Монтевідео. Обидві країни є дійсними членами Латинського союзу, Асоціації іспанських мовних академій та Організації ібероамериканських держав. Міністерство закордонних справ Іспанії з питань двосторонніх відносин з Уругваєм (іспанською мовою) |
| Венесуела                | 1846                       | Венесуела має посольство в Мадриді та генеральні консульства в Барселоні, [63] Більбао, [64] Санта-Крус-де-Тенерифе, [65] та Віго. [66] Іспанія має посольство в Каракасі. |

### Азія
| Країна                     | Початок офіційних відносин | Примітки |
| -------------------------- | -------------------------- | --- |
| Афганістан                 |                            | Афганістані має посольство в Мадриді. Іспанія має посольство в Кабулі. |
| Вірменія                   |                            | Вірменія має посольство в Мадриді. Іспанія має акредитацію до Вірменії зі свого посольства в Москві, Росія, також є Почесне консульство Іспанії у Єревані. В Іспанії проживає близько 42 000 осіб вірменського походження, особливо у Валенсії та Барселоні. Міністерство закордонних справ та співробітництва Іспанії щодо відносин з Вірменією (лише іспанською мовою) |
| Азербайджан                |                            | В Азербайджані є посольство в Мадриді. Іспанія має офіс посольства в Баку. |
| Китай                      |                            | Китай має посольство в Мадриді та генеральне консульство у Барселоні. Іспанія має посольство в Пекіні та генеральні консульства в Гуанчжоу, Гонконгу та Шанхаї. |
| Східний Тимор              |                            | Східний Тимор має акредитацію до Іспанії зі свого посольства в Лісабоні, Португалія. Іспанія акредитована у Східному Тиморі від свого посольства в Джакарті, Індонезія. |
| Грузія                     |                            | Грузія має посольство в Мадриді. Іспанія акредитована в Грузії від свого посольства в Анкарі, Туреччина. |
| Індія                      | 1956                       | Індія має посольство в Мадриді та два почесних генеральних консульства в Барселоні та Лас-Пальмасі. Іспанія має посольство в Нью-Делі та генеральне консульство в Мумбаї. |
| Індонезія                  |                            | Індонезія має посольство в Мадриді. Іспанія має посольство в Джакарті. |
| Іран                       |                            | Іран має посольство в Мадриді. Іспанія має посольство в Тегерані. |
| Ірак                       |                            | Ірак має посольство в Мадриді. Іспанія має посольство в Багдаді. |
| Ізраїль                    | 1975                       | Ізраїль має посольство в Мадриді. Іспанія має посольство в Тель-Авіві та генеральне консульство в Єрусалимі. Обидві країни є повноправними членами Союзу для Середземномор'я. Міністерство закордонних справ Іспанії щодо відносин з Ізраїлем (іспанською мовою).[недоступне посилання] |
| Японія                     | 12 листопада 1868 року     | Японія має посольство в Мадриді, генеральне консульство в Барселоні та консульство в Лас-Пальмасі. Іспанія має посольство в Токіо. |
| Йорданія                   |                            | Йорданія має посольство в Мадриді. Іспанія має посольство в Аммані. |
| Казахстан                  | 11 лютого 1992             | Казахстан має посольство в Мадриді. Іспанія має посольство в Нур-Султані та генеральне консульство в Стамбулі |
| Кувейт                     |                            | Кувейт має посольство в Мадриді. Іспанія має посольство в місті Кувейт. |
| Ліван                      |                            | У Лівані є посольство в Мадриді. Іспанія має посольство в Бейруті. |
| Малайзія                   | 12 травня 1967 р.          | Малайзія має посольство в Мадриді. Іспанія має посольство в Куала-Лумпурі. |
| Монголія                   |                            | Монголія акредитована в Іспанії зі свого посольства в Парижі, Франція. Іспанія акредитована в Монголії зі свого посольства в Пекіні, Китай. |
| Північна Корея             | 7 лютого 2001 року         | Північна Корея має посольство в Мадриді. Іспанія акредитована в Північній Кореї від свого посольства в Пекіні, Китай. |
| Пакистан                   | Кінець 1950-х              | Пакистан та Іспанія перебувають у дружніх стосунках. Пакистанці утворюють найбільшу азійську спільноту іммігрантів в Іспанії. У Пакистані є посольство в Мадриді та генеральне консульство в Барселоні. Іспанія має посольство в Ісламабаді та почесні консульства в Карачі та Лахорі. |
| Філіппіни                  |                            | Колишній президент Філіппін Глорія Макапагал-Арройо завершила свій другий державний візит до Іспанії в липні 2006 року, і повернула мільйони доларів іспанських інвестицій, зокрема в туризмі та інформаційних технологіях. Іспанський король Хуан Карлос I також виразив свою підтримку щодо візиту місіс Арройо, зокрема її проекту на Філіппінах щодо відновлення іспанської мови як офіційної мови в країні. Він та його дружина, королева Софія, відвідали святкування сторіччя в Манілі, відзначивши 100 років незалежності від Іспанії. Кажуть, що посередництво короля Хуана Карлоса I призвело до помилування та звільнення двох філіппінських робітників, засуджених до смерті в Кувейті та ОАЕ. Філіппіни мають посольство в Мадриді. Іспанія має посольство в Манілі. |
| Катар                      |                            | Катар має посольство в Мадриді. Іспанія має посольство в Досі. |
| Саудівська Аравія          |                            | Саудівська Аравія має посольство в Мадриді та генеральне консульство в Малага. Іспанія має посольство в Ер-Ріяді. |
| Південна Корея             | 7 березня 1950 р.          | Встановлення дипломатичних відносин між Республікою Корея та Королівством Іспанія розпочалося 7 березня 1950 р. З нормалізацією дипломатичних відносин з Південною Кореєю Іспанія завершила процес універсалізації своїх дипломатичних відносин. Перший віце-міністр закордонних справ Чо Тае Йонг зустрівся з іспанським держсекретарем Ігнасіо Ібанесом Рубіо 1 червня, в Мадриді, на десятій політичній консультації на високому рівні в Республіці Корея. На зустрічі сторони обговорили шляхи активізації двостороннього співробітництва. Обидві країни підписали угоду про робочу візову програму у 2017-12-18 рр. Південна Корея має посольство в Мадриді. Іспанія має посольство в Сеулі. Міністерство закордонних справ Іспанії щодо відносин з Південною Кореєю (лише іспанською мовою) [Архівовано 21 листопада 2019 у Wayback Machine.] Міністерство закордонних справ та торгівлі Південної Кореї щодо відносин з Іспанією (лише корейською мовою) |
| Тайвань                    |                            | Іспанія має торгово-промислову палату в Тайбеї. На Тайвані є економічний та культурний офіс Тайбея в Мадриді. |
| Таїланд                    |                            | Іспанія має посольство в Бангкоку. У Таїланді є посольство в Мадриді. |
| Туреччина                  |                            | Обидві країни є повноправними членами НАТО та Союзу Середземномор'я. Також Іспанія є членом ЄС, а Туреччина кандидатом. Іспанія має посольство в Анкарі та генеральне консульство в Стамбулі. Туреччина має посольство в Мадриді та генеральне консульство в Барселоні. Міністерство закордонних справ Туреччини щодо відносин з Іспанією (англійською мовою). |
| Об'єднані Арабські Емірати |                            | Іспанія має посольство в Абу-Дабі. Об'єднані Арабські Емірати мають посольство в Мадриді. |
| Узбекистан                 |                            | Іспанія акредитована в Узбекистані зі свого посольства в Москві, Росія. Узбекистан має посольство в Мадриді. |
| В'єтнам                    |                            | Іспанія має посольство в Ханої. В'єтнам має посольство в Мадриді. |

Європа
| Країна               | Початок офіційних відносин | Примітки |
| -------------------- | -------------------------- | --- |
| Албанія              | 12 вересня 1986 року       | Албанія має посольство в Мадриді. Іспанія має посольство в Тирані. |
| Андорра              |                            | Андорра має посольство в Мадриді. Іспанія має посольство в Андоррі-ла-Велья. |
| Австрія              |                            | Австрія має посольство в Мадриді. Іспанія має посольство у Відні. |
| Білорусь             | 13 лютого 1992 року        | Білорусь має посольство в Мадриді. Іспанія акредитована в Білорусі зі свого посольства в Москві, Росія. Обидві країни є членами Організації з безпеки та співробітництва в Європі. |
| Бельгія              |                            | Бельгія має посольство в Мадриді. Іспанія має посольство в Брюсселі. |
| Боснія і Герцеговина |                            | Боснія і Герцеговина має посольство в Мадриді. Іспанія має посольство в Сараєво. |
| Болгарія             | 8 травня 1810 року         | Відносини були розірвані у 1946 році та відновлені у 1970 році на рівні консульської установи і торговельної місії. З 27 січня 1970 року дипломатичні відносини були піднесені до рівня посольства. Болгарія має посольство в Мадриді та почесне консульство в Барселоні. Іспанія має посольство в Софії. Обидві країни є повноправними членами НАТО та Європейського Союзу. Міністерство закордонних справ Іспанії щодо відносин з Болгарією (іспанською мовою). |
| Хорватія             | 9 березня 1992 року        | Хорватія має посольство в Мадриді. Іспанія має посольство в Загребі. Міністерство закордонних справ Іспанії щодо відносин з Хорватією (лише іспанською мовою) |
| Кіпр                 |                            | Кіпр має посольство в Мадриді. Іспанія має посольство в Нікосії. |
| Чехія                |                            | Чехія має посольство в Мадриді. Іспанія має посольство в Празі. |
| Данія                |                            | Данія має посольство в Мадриді. Іспанія має посольство в Копенгагені. |
| Естонія              |                            | Естонія має посольство в Мадриді. Іспанія має посольство в Таллінні. |
| Фінляндія            | 16 серпня 1918             | Фінляндія має посольство в Мадриді. Іспанія має посольство в Гельсінкі. |
| Франція              |                            | Франція має посольство в Мадриді та генеральні консульства в Барселоні, Більбао та Севільї. Іспанія має посольство в Парижі та генеральні консульства в Байонні, Бордо, Ліоні, Монпельє, Марселі, По, Перпіньяні, Стразбурзі та Тулузі. |
| Німеччина            |                            | Німеччина має посольство в Мадриді та генеральні консульства в Барселоні та Севільї. Іспанія має посольство в Берліні та генеральні консульства в Дюссельдорфі, Франкфурті, Гамбурзі, Ганновері, Мюнхені та Штутгарті. |
| Греція               |                            | Греція має посольство в Мадриді. Іспанія має посольство в Афінах. |
| Святий Престол       | 1530                       | У Мадриді Святий Престол має нунціатуру. Іспанія має посольство до Святого Престолу, що базується в Римі. |
| Угорщина             |                            | Угорщина має посольство в Мадриді. Іспанія має посольство в Будапешті. |
| Ісландія             |                            | Ісландія акредитована в Іспанії зі свого посольства в Парижі, Франція. Іспанія має акредитацію на Ісландію від свого посольства в Осло, Норвегія та підтримує почесне консульство в Рейк'явіку. |
| Ірландія             | 1924                       | Ірландія має посольство в Мадриді. Іспанія має посольство в Дубліні. |
| Італія               |                            | Обидві країни встановили дипломатичні відносини після об'єднання Італії. Відносини між Італією та Іспанією протягом багатьох століть залишаються міцними та прихильними завдяки різним політичним, культурним та історичним зв'язкам між цими країнами. У ранньомодерний період південна та острівна Італія потрапила під іспанський контроль. Цей тривалий період іноземного панування залишив помітний вплив у сучасних південних італійських говірках. Під час іспанської громадянської війни корпус добровольчих військ, фашистських експедиційних сил з Італії, підтримував націоналістичні сили на чолі з Франциско Франко. За підрахунками, у війні воювало близько 75 000 італійців. Італія має посольство в Мадриді та генеральне консульство в Барселоні. Іспанія має посольство в Римі та генеральні консульства в Генові, Мілані та Неаполі. |
| Латвія               |                            | Латвія має посольство в Мадриді. Іспанія має посольство в Ризі. |
| Литва                |                            | У Литві є посольство в Мадриді. Іспанія має посольство у Вільнюсі. |
| Люксембург           |                            | Люксембург має посольство в Мадриді. Іспанія має посольство в місті Люксембург. |
| Мальта               | 1977                       | У Мальти є посольство в Мадриді. Іспанія має посольство у Валлетті. Обидві країни є повноправними членами Європейського Союзу та Союзу Середземномор'я. |
| Молдова              | 30 січня 1992              | Молдова має посольство в Мадриді. Іспанія акредитована в Молдові від свого посольства в Бухаресті, Румунія. У 2008 році уряд Іспанії вказав, що 12 562 громадян Молдови легально працюють у Молдові. Іспанія є важливим інвестором у Молдові завдяки Unión Fenosa, якій належать три з п'яти молдавських компаній Молдови. |
| Монако               |                            | Монако має посольство в Мадриді. Іспанія акредитована в Монако зі свого посольства в Парижі, Франція. |
| Нідерланди           |                            | Нідерланди мають посольство в Мадриді. Іспанія має посольство в Гаазі. |
| Північна Македонія   |                            | Північна Македонія має посольство в Мадриді. Іспанія має посольство в Скоп'є. |
| Норвегія             |                            | Норвегія має посольство в Мадриді. Іспанія має посольство в Осло. |
| Польща               |                            | Польща має посольство в Мадриді. Іспанія має посольство у Варшаві. |
| Португалія           |                            | Відносини Португалії та Іспанії є тісними. Наприклад, вони співпрацюють у боротьбі з незаконним обігом наркотиків та боротьбою з лісовими пожежами (поширена на Піренейському півострові влітку). Цим тісним стосункам сприяють уряди: уряд консервативного прем'єр-міністра Іспанії Жозе Марії Азнар в Іспанії співпав з урядом такого ж консервативного Жозе Мануеля Дурао Барозу в Португалії; сьогодні і Хосе Луїс Родрігес Сапатеро з Іспанії, і Хосе Сократ з Португалії є соціалістами. Португалія також претендує на спірну територію Олівенчі на португальсько-іспанському кордоні. Португалія має посольство в Мадриді та генеральні консульства в Барселоні та Севільї та консульство у Віго. Іспанія має посольство в Лісабоні та генеральне консульство в Порто, а також консульства у Валенсі та Віла-Реал-де-Санто-Антоніо.               |
| Румунія              | 5 січня 1967 року          | Обидві країни відновили дипломатичні відносини 5 січня 1967 року; 21 рік після їх розірвання. Румунія має посольство в Мадриді та генеральні консульства в Барселоні, Більбао та Севільї. Іспанія має посольство в Бухаресті. Обидві країни є повноправними членами Латинського союзу, НАТО та Європейського Союзу. В Іспанії проживає близько 730 000 людей румунського походження. |
| Росія                | 1520                       | Іспанія та Велике князівство Московське вперше обмінялися посланцями в 1520-х роках; регулярні посольства були створені в 1722 р. Радянсько-іспанські відносини були припинені після іспанської громадянської війни, пізніше поступово відновлювалися з 1963 року, і повністю встановлювалися в 1977 р. Торгівля між двома країнами становить два мільярди євро (2008 р.); у березні 2009 р. дві країни підписали енергетичну угоду, що надає національним енергетичним компаніям доступ до внутрішніх ринків іншої сторони. Росія має посольство в Мадриді та генеральне консульство в Барселоні. Іспанія має посольство в Москві та генеральне консульство в Санкт-Петербурзі. |
| Словаччина           |                            | У Словаччині є посольство в Мадриді. Іспанія має посольство в Братиславі. |
| Словенія             |                            | Словенія має посольство в Мадриді. Іспанія має посольство в Любляні. |
| Швеція               |                            | Іспанія має посольство в Стокгольмі. У Швеції є посольство в Мадриді. |
| Швейцарія            |                            | Іспанія має посольство в Берні. Швейцарія має посольство в Мадриді/ |
| Україна              | 30 січня 1992              | Іспанія визнала незалежність України в 1991 році. Іспанія має посольство в Києві. Україна має посольство в Мадриді, генеральне консульство в Барселоні та консульство в Малазі. Обидві країни є дійсними членами Ради Європи. Починаючи з 1991 року, багато українців емігрували до Іспанії, щоб працювати. |
| Велика Британія      |                            | Перепис у Великій Британії 2001 р. Зафіксував 54 482 осіб іспанського походження, які проживають у Великій Британії. Для порівняння, за підрахунками, в Іспанії проживає 100 000 британських людей. Іспанія має посольство в Лондоні та генеральне консульство в Единбурзі. Велика Британія має посольство в Мадриді та генеральне консульство в Барселоні. |

### Океанія
| Країна                       | Початок офіційних відносин | Примітки |
| ---------------------------- | -------------------------- | --- |
| Австралія                    | 26 жовтня 1967 року        | Австралія має посольство в Мадриді. Іспанія має посольство в Канберрі та генеральні консульства в Мельбурні та Сіднеї.                                                                                       |
| Федеративні штати Мікронезії |                            | ФС Мікронезії колись була частиною Іспанської Східної Індії. ФС Мікронезії не мають акредитації до Іспанії. Іспанія отримала акредитацію при ФС Мікронезії зі свого посольства в Манілі, Філіппіни.          |
| Фіджі                        |                            | Фіджі акредитована до Іспанії від свого посольства в Брюсселі, Бельгія. Іспанія акредитована на Фіджі зі свого посольства у Веллінгтоні, Нова Зеландія.                                                      |
| Маршалові острови            |                            | Маршаллові острови колись були частиною Іспанської Східної Індії. Маршаллові острови не мають акредитації до Іспанії. Іспанія має акредитацію на Маршаллові острови зі свого посольства в Манілі, Філіппіни. |
| Нова Зеландія                | 28 березня 1969 року       | Нова Зеландія має посольство в Мадриді. Іспанія має посольство у Веллінгтоні. |
| Палау                        |                            | Колись Палау був частиною Іспанської Східної Індії. Палау не має акредитації до Іспанії. Іспанія має акредитацію на Палау зі свого посольства в Манілі, Філіппіни.                                           |
| Папуа Нова Гвінея            |                            | Папуа-Нова Гвінея акредитована в Іспанії зі свого посольства в Брюсселі, Бельгія. Іспанія має акредитацію на Папуа-Нову Гвінею від свого посольства в Канберрі, Австралія.                                   |
| Самоа                        | 5 листопада 1980 року      | Самоа акредитована в Іспанії від свого посольства в Брюсселі, Бельгія. Іспанія має акредитацію на Самоа від свого посольства в Веллінгтоні, Нова Зеландія.                                                   |
| Тонга                        |                            | Іспанія має акредитацію на Тонзі зі свого посольства у Веллінгтоні, Нова Зеландія. Тонга не має акредитації до Іспанії.                                                                                      |